# Feuerwehr Tübingen
Die Feuerwehr Tübingen wurde am 12. Mai 1847 gegründet und besteht aus 11 Einsatzabteilungen. Ende 2018 zählten die freiwilligen Einsatzabteilungen 364, die hauptamtliche Abteilung 28 Angehörige; die Gesamtstärke betrug 596 Angehörige.

## Geschichte

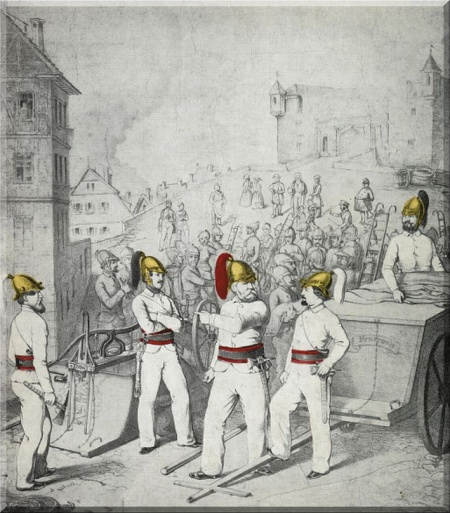
Die 1847 als Pompier-Corps gegründete Freiwillige Feuerwehr Tübingen um 1850 vor dem Unteren Schlossportal

In Tübingen wurden im Jahr 1723 die ersten Versuche mit Feuerspritzen durchgeführt. Die älteste noch erhaltene Handdruck-Feuerspritze im Landkreis Tübingen ist die Spritze von Lustnau aus der Zeit um 1750.

### Gründung
Die Geschichte der Feuerwehr Tübingen geht auf den 12. Mai 1847 zurück, als Julius Haller erster Kommandant des sogenannten Pompier-Corps mit 50 Mann wurde. Es gab damals drei hölzerne Feuerspritzen, vier Hakenleitern und sonstiges Gerät. Die Ausrüstung wie Helm, Beil und Gurt musste jedes Mitglied selbst kaufen.
Auf dem ältesten Bild des Pompier-Corps um das Jahr 1850 sind alle Feuerwehrleute im hellen Drillich der vom Universitäts-Turnlehrer Carl Wüst unterrichteten Turner zu sehen. Er war zusammen mit dem Vorsitzenden des Schwäbischen Turnerbundes Theodor Georgii eines der Gründungsmitglieder des ursprünglich als Turnerfeuerwehr organisierten Tübinger Pompier-Corps. Das Bild zeigt links die damals neuangeschaffte, abgeprotzte Metz-Stadtfeuerspritze und rechts den Gerätewagen; im Hintergrund eine Mannschaft mit Messinghelmen und teilweise mit Hakenleitern, links der Signalhornbläser, rechts hinten der dicke Büttel mit Säbel. Die folgenden Feuerwehrleute sind durch kolorierte Messinghelme hervorgehoben (von links): Lenz (mit weißem Busch), W. Dannwolf (mit schwarzem Busch), Julius Haller, der Kommandant (mit rotem Busch), Carl Wüst (mit weißem Busch), Hayes (mit schwarzem Busch).

## Einsatzentwicklung

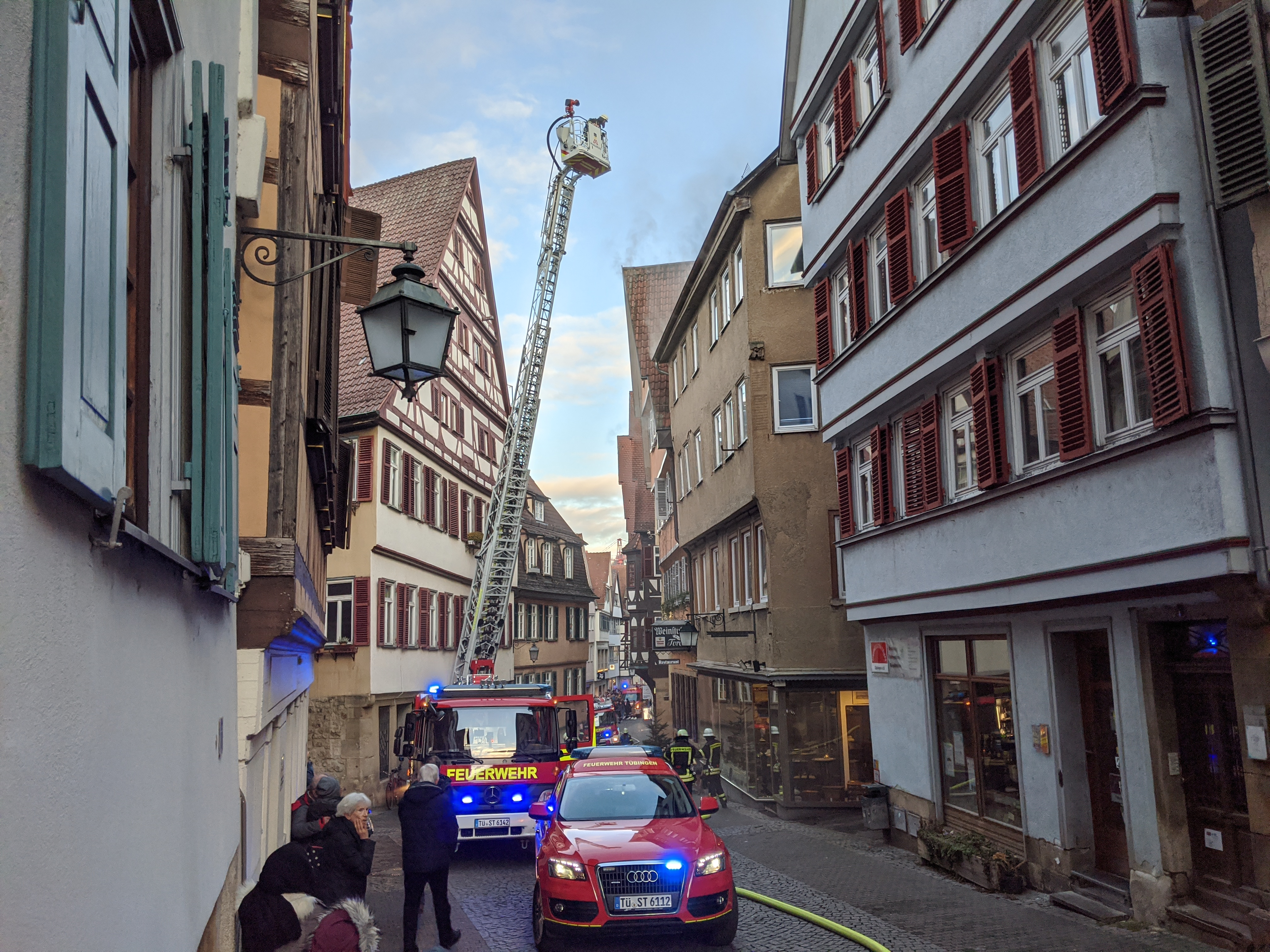
Einsatz bei einem Dachstuhlbrand in den Kronenstraße, 2019

### Einsatzentwicklung 1990–1997
Die Einsätze der Feuerwehr Tübingen entwickelten sich laut dem Tübinger Verwaltungsbericht 1991–1998 wie folgt:
| Jahr     | 1990 | 1991 | 1992 | 1993 | 1994 | 1995 | 1996 | 1997 |
| -------- | ---- | ---- | ---- | ---- | ---- | ---- | ---- | ---- |
| Einsätze | 420  | 484  | 612  | 599  | 569  | 453  | 505  | 502  |

### Einsatzentwicklung 1999–2008
Die Einsätze der Feuerwehr Tübingen entwickelten sich laut den Jahresberichten wie folgt:
| Jahr                       | 1999 | 2000 | 2001 | 2002 | 2003 | 2004 | 2005 | 2006 | 2007 | 2008 |
| -------------------------- | ---- | ---- | ---- | ---- | ---- | ---- | ---- | ---- | ---- | ---- |
| Brände                     | 102  | 66   | 86   | 86   | 95   | 89   | 92   | 99   | 117  | 96   |
| Technische Hilfeleistungen | 485  | 329  | 216  | 669  | 388  | 217  | 213  | 199  | 211  | 256  |
| Sonstige Einsätze          | 41   | 38   | 71   | 50   | 22   | 18   | 19   | 13   | 28   | 18   |
| Fehlalarme                 | 76   | 69   | 73   | 87   | 102  | 77   | 94   | 120  | 137  | 134  |
| Gesamt                     | 704  | 502  | 446  | 892  | 607  | 401  | 418  | 431  | 493  | 504  |

## Bauliche Ausstattung

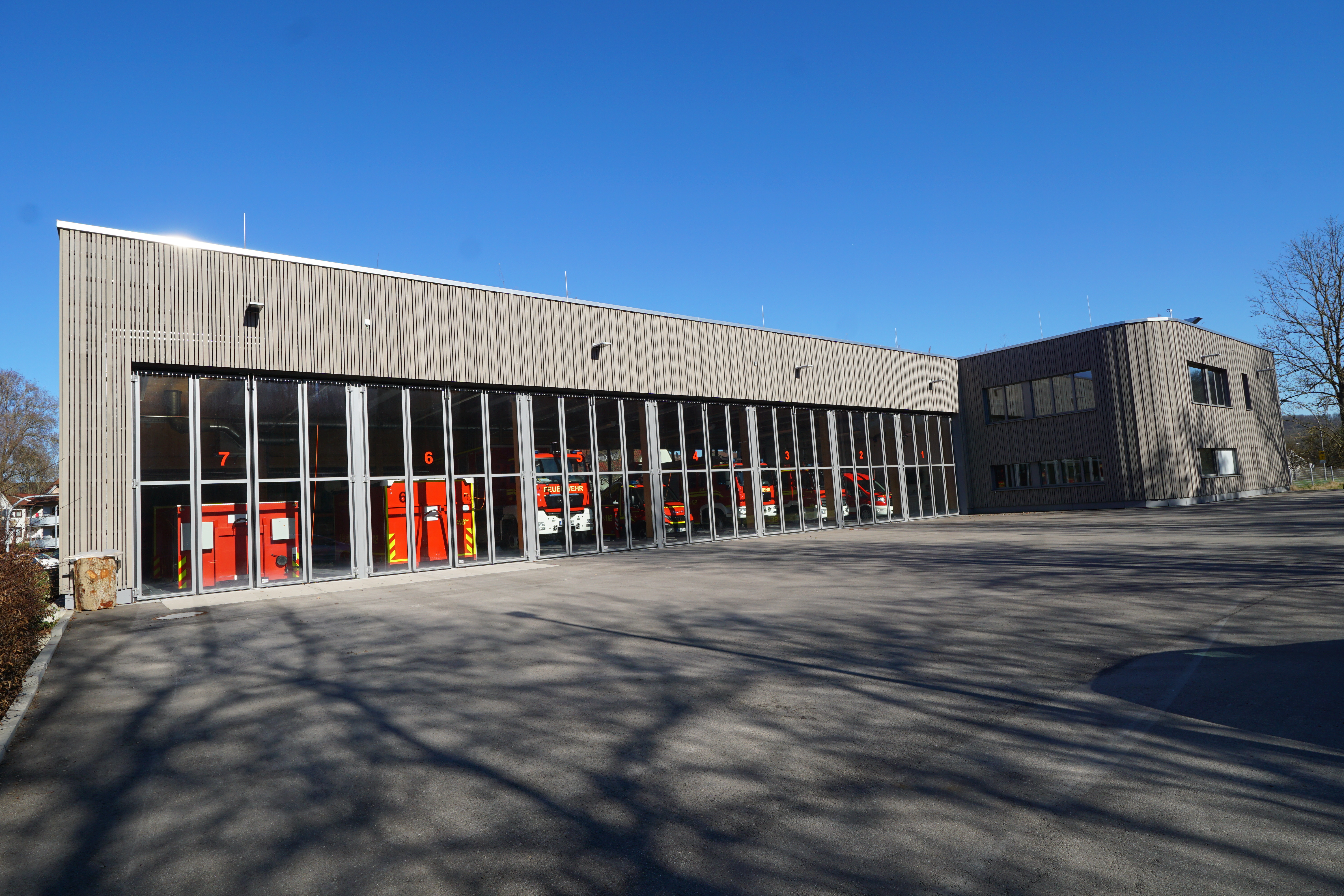
Neue Feuerwehr in der Alberstraße in Tübingen-Lustnau von der Rückseite.

Nur fünf der elf Feuerwehrhäuser in Tübingen waren 2010 baulich gut bis sehr gut ausgestattet. Das waren die Feuerwehrhäuser in Bühl, Derendingen, Hagelloch, Hirschau und Weilheim. Bei den drei Feuerwehrhäusern Kilchberg, Stadtmitte und Unterjesingen ist die bauliche Funktion befriedigend bis ausreichend. Die bauliche Ausstattung in Bebenhausen, Lustnau und Pfrondorf entsprach 2010 nicht mehr dem Stand der Technik. Der Standort Bebenhausen wurde 2014 aufgelöst. Ein Neubau in Pfrondorf wurde am 27. April 2019 eingeweiht. Lustnau erhielt für 6,5 Millionen ein neues Feuerwehrhaus in Holzständerbauweise, das am 25. Januar 2023 eingeweiht wurde.

## Abteilungen

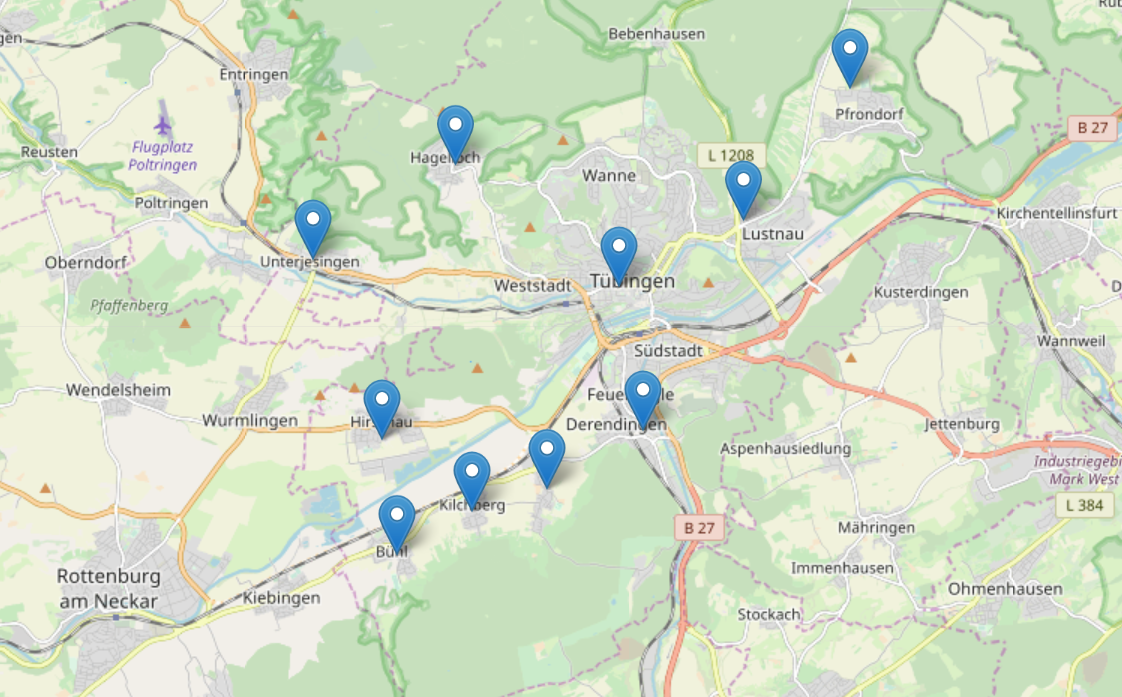
Standorte der Feuerwehrhäuser

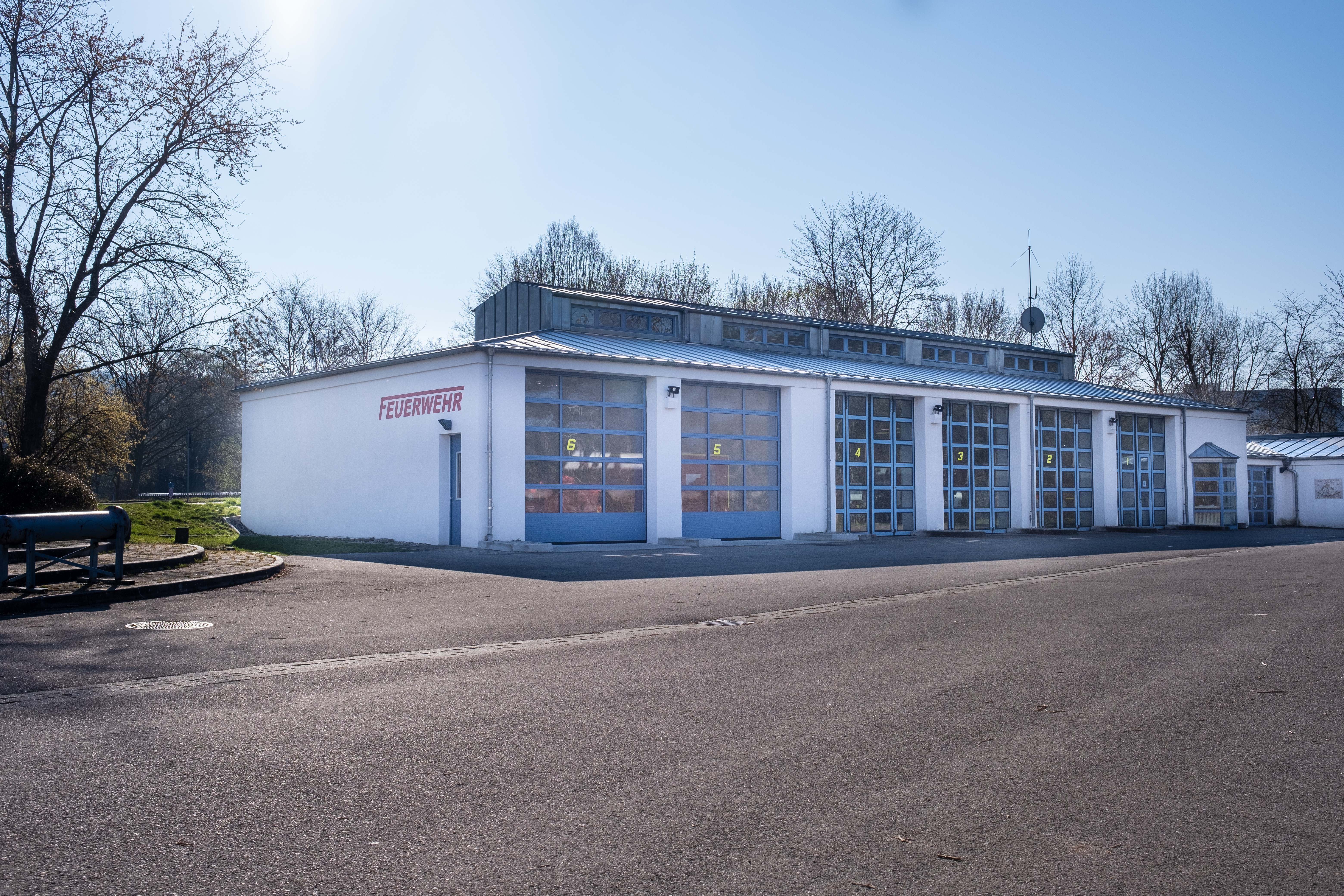
Feuerwache der Abteilung Derendingen

- Stadtmitte: Kelternstraße 21, Stützpunktfeuerwehr, technische Hilfe, Wasserrettung
- Derendingen: Raichbergstraße 80, Gefahrgut
- Lustnau: Alberstraße 15, Strahlenschutz
- Bühl: Sengentalstraße 26, Dekontamination Personen
- Hagelloch: Hagenloher Str. 1
- Hirschau: Wehrstraße 8
- Kilchberg: Tessinstraße 17
- Pfrondorf: Blaihofstraße 150 Das neue Feuerwehrhaus in Pfrondorf

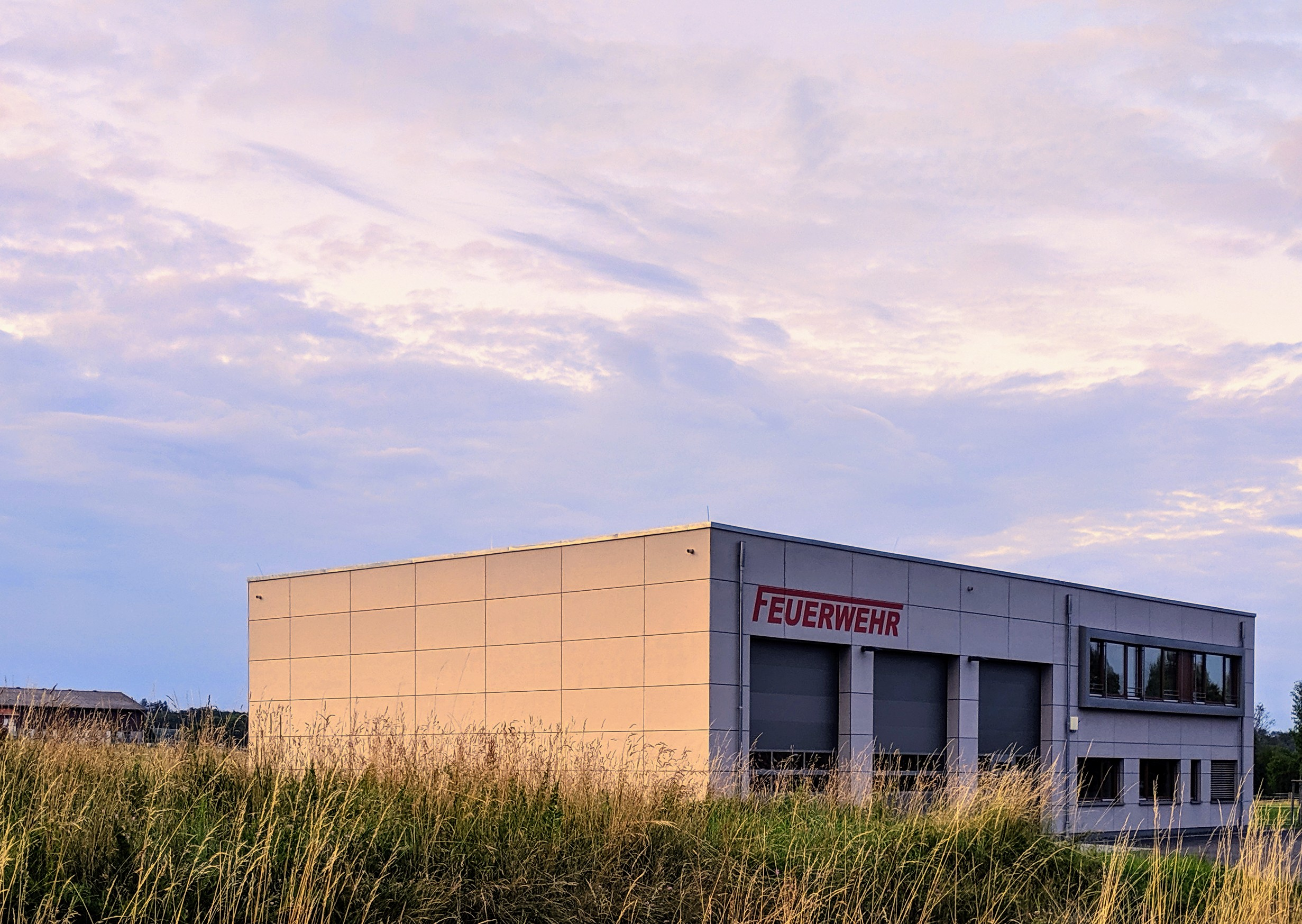
Das neue Feuerwehrhaus in Pfrondorf

- Unterjesingen: Jesinger Hauptstraße 67
- Weilheim: Alte Landstraße 4

## Unglück vom 17. Dezember 2005
Am 17. Dezember 2005 kam es nachts zu einem Brand eines Atelierhauses in der Reutlinger Straße 34/1. Während des Feuerwehreinsatzes, an dem über 80 Feuerwehrleute beteiligt waren, kamen der 34-jährige Oberlöschmeister Kurt Schwägerle und der 24-jährige Truppführer Andreas Mang ums Leben. Der Gemeinderat hat auf den Tag genau zehn Jahre nach dem Unglück entschieden, im neuen Stadtviertel Alter Güterbahnhof zwei Straßen nach den verunglückten Feuerwehrleuten zu benennen.

## Trivia

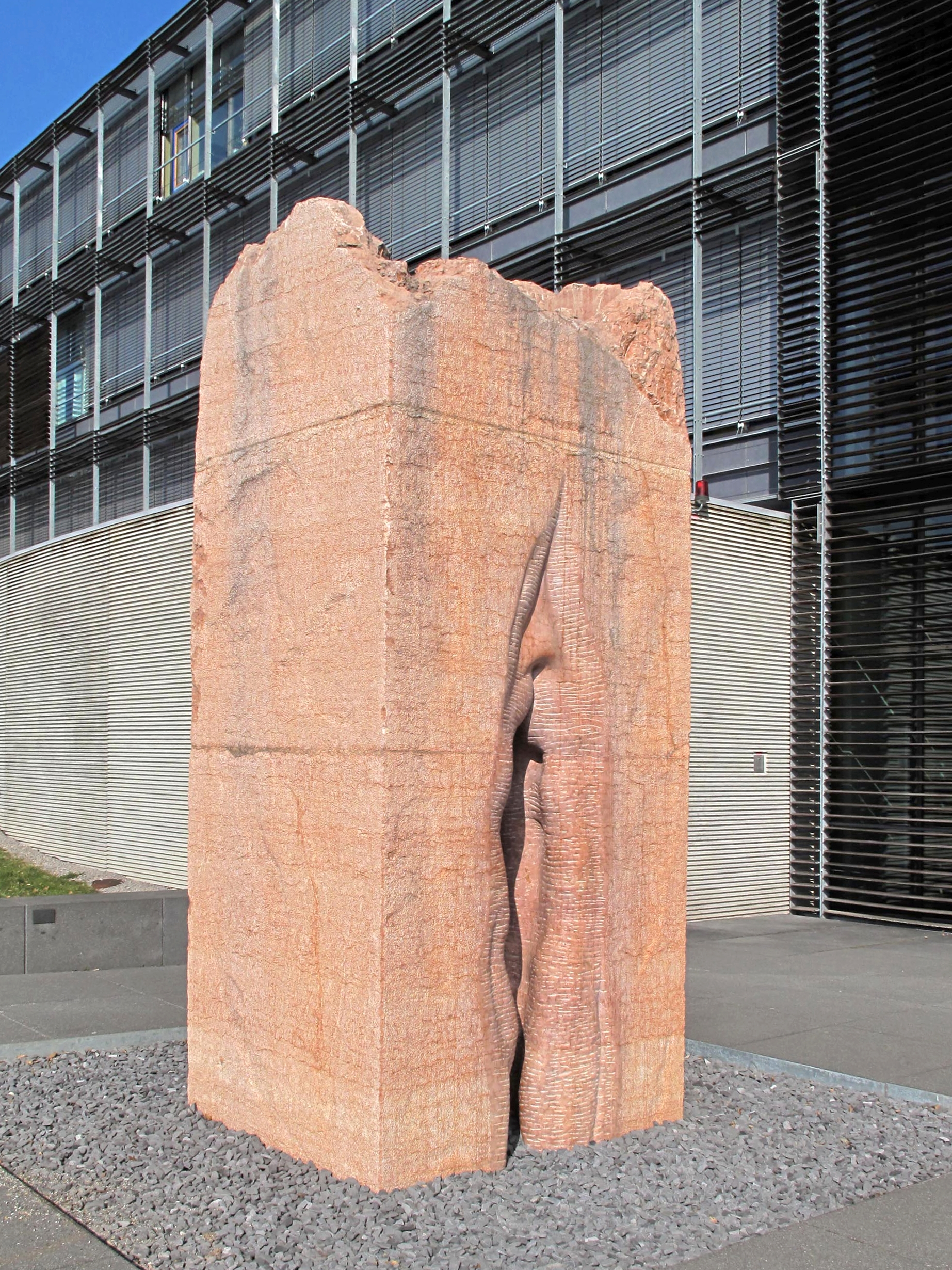
Skulptur Pi Chacán vor dem Institut für Mikrobiologie und Virologie der Universität

Zu einem ungewöhnlichen Einsatz von 22 Feuerwehrleuten kam es am 20. Juni 2014, nachdem ein Austauschstudent aus den Vereinigten Staaten in den Hohlraum der Skulptur Pi Chacán des peruanischen Künstlers Fernando de la Jara aus rotem Veroneser Marmor geklettert war. Er blieb mit den Beinen in der steinernen Vulva stecken. Passanten konnten ihm nicht helfen und riefen die Feuerwehr. Die Rettung sei schnell gelungen, und zwar „händisch ohne Geräteeinsatz“, berichteten die Rettungskräfte. Der Kletterer blieb unverletzt, und auch die Skulptur nahm keinen Schaden. Das Ereignis erregte überregionales und sogar internationales Aufsehen.